# بيثل ليزلي
بيثل ليزلي (بالإنجليزية: Bethel Leslie)‏ هي كاتبة سيناريو وممثلة أمريكية، ولدت في 3 أغسطس 1929 في نيويورك في الولايات المتحدة، وتوفي بنفس المكان في 28 نوفمبر 1999 بسبب سرطان.

## ترشيحات
- جائزة توني لأفضل ممثلة بارزة في مسرحية [الإنجليزية]‏ (1986)

## وصلات خارجية
- بيثل ليزلي على موقع IMDb (الإنجليزية)
- بيثل ليزلي على موقع ألو سيني (الفرنسية)
- بيثل ليزلي على موقع أول موفي (الإنجليزية)
- بيثل ليزلي على موقع قاعدة بيانات برودواي على الإنترنت (الإنجليزية)
- بيثل ليزلي على موقع قاعدة بيانات الأفلام السويدية (السويدية)
- بيثل ليزلي على موقع إن إن دي بي (الإنجليزية)
- بيثل ليزلي على موقع قاعدة بيانات الفيلم (الإنجليزية)
- بيثل ليزلي على موقع كينوبويسك (الروسية)